# Lobelia hypnodes
Lobelia hypnodes är en klockväxtart som beskrevs av Franz Elfried Wimmer och Mcvaugh. Lobelia hypnodes ingår i släktet lobelior, och familjen klockväxter. Inga underarter finns listade i Catalogue of Life.